# 螺旋紅杜父魚
螺旋紅杜父魚，為輻鰭魚綱鮋形目杜父魚亞目隱棘杜父魚科的其中一種，為深海魚類，分布於中西太平洋弗洛勒斯海海域，棲息深度可達794公尺，棲息在底層水域，生活習性不明。

## 扩展阅读
維基物種上的相關：螺旋紅杜父魚